# Brloh (tvrz)
Brloh je tvrz ve stejnojmenné vesnici u Drhovle v okrese Písek v Jihočeském kraji. Vznikla zřejmě renesanční přestavbou starší stavby. Sloužila jako vrchnostenské sídlo drobného panství, které původně patřilo rytířskému rodu Záborských z Brloha. Od konce šestnáctého století se mezi majiteli tvrze vystřídali Čejkové z Olbramovic, Deymové ze Stříteže, Morzinové a Černínové z Chudenic. Sídelní funkci tvrz ztratila po připojení k drhovelskému panství roku 1712. Od té doby sloužila zejména hospodářským účelům. Areál dvora s budovou tvrze je chráněn jako kulturní památka.

## Historie
Kdy bylo založeno panské sídlo v Brlohu je nejasné. První písemná zmínka o tvrzi pochází až z roku 1601, ale vesnice existovala už ve čtrnáctém století, kdy v letech 1359–1399 (1397) byl jejím majitelem Diviš z Brloha. Po něm v letech 1400–1406 následoval Petr z Brloha, ale dalších z 150 let se o vsi a jejích majitelích nedochovaly téměř žádné zprávy. Jednu z výjimek představuje zmínka o Janu Oseckém z Brloha z roku 1529. Vesnice však přibližně do roku 1589 patřila rytířskému rodu Záborských z Brloha. Ještě před ním se Brloh stal sídlem Mareše Čejky z Olbramovic, který roku 1601 zapsal podíl na tvrzi, dvoru a vsi manželce Dorotě Čejkové z Řeneč.
Po Marešovi a Dorotě okolo roku 1617 převzali rodinný majetek synové, z nichž Brloh připadl Vilému Čejkovi, který se v letech 1618–1620 zúčastnil stavovského povstání. Za to mu byl zkonfiskován majetek a Brloh roku 1622 koupil Albrecht Beneda z Nečtin. Jeho majitelem zůstal do roku 1633, kdy jej prodal Mikuláši mladšímu Deymovi ze Stříteže, který Brloh připojil k Drhovli. Roku 1661 se bratři Jindřich Mikuláš a Jan Vilém Deymové dělili o dědictví po otci Mikulášovi. Brloh s dalšími vesnicemi dostal Jan Vilém. V popisu rozdělovaného majetku je brložská tvrz uvedena jako kamenná, dobře vystavěná s dostatkem světnic, sklepů a komor. Jan Vilém později zdědil bratrův majetek, a mohl tak znovu Brloh sloučit s Drhovlí. Zemřel roku 1685, po němž následovalo další dělení majetku, a Brloh byl od Drhovle opět oddělen jako statek Václava Ignáce Deyma.
Roku 1696 Brloh se dvěma dvory, pivovarem a částí Dobešic koupil hrabě František Mikuláš Morzin, který jej opět připojil k Drhovli. Hrabě Karel Josef Morzin v roce 1712 prodal Drhovli i s Brlohem hraběnce Antonii Josefě Černínové z Chudenic.  Od té doby už Brloh zůstal součástí drhovelského panství a definitivně ztratil funkci šlechtického sídla.
Na začátku dvacátého století byly přízemní interiéry upraveny na byty. Areál do roku 1979 sloužil potřebám jednotného zemědělského družstva a následujících dvacet let chátral, až v roce 1980 musela být zbořena tzv. stará stáj. Roku 1991 tvrz získali zpět potomci původních majitelů.

## Stavební podoba
Renesanční budova tvrze stojí na západní straně velkého hospodářského dvora. Má jedno patro a sedlovou střechu s valbou na jižní straně. Z architektonických detailů je patrné, že v minulosti mívala na západě další křídlo. Na jižní a východní fasádě se zachovala sgrafitová výzdoba. Původní členění interiéru se dochovalo v přízemí, kde mají některé prostory valené klenby s výsečemi lemovanými hřebínky. První patro bylo po zrušení sídelní funkce upraveno na sýpku.
K severní zdi hlavní budovy přiléhá barokní kaple Narození Panny Marie z konce sedmnáctého století. Kaple má půlkruhové zakončení a uvnitř lodi se nachází kaplové výklenky. Kromě nich jsou vnitřní stěny členěné pilastry se štukovými hlavami andílků v místech hlavic. Loď má valenou klenbu s výsečemi na pásech a od kněžiště ji odděluje půlkruhový vítězný oblouk. K zařízení kaple patřil rámový akantový oltář ze druhé poloviny sedmnáctého století a dva protějškové oltáře zasvěcené svatému Josefovi a svatému Antonínovi z první poloviny osmnáctého století. Obrazy obou oltářů jsou malované na dřevě a doplňují je lidové sošky Madony a svaté Anny s Pannou Marií.
Ke starší stavební fázi opevněné tvrze patří drobná válcová věž či bašta, která stojí v prostoru dvora a původně zaujímala jedno z nároží v hradbě. K památkově chráněnému areálu patří také objekty dvora: chlévy, sýpka a torzo vnější zdi konírny.